# Wola Przedborska
Wola Przedborska (prononciation [ˈvɔla pʂɛdˈbɔrska]) est un village de la gmina de Przedbórz, du powiat de Radomsko, dans la voïvodie de Łódź, situé dans le centre de la Pologne.
Il se situe à environ 2 kilomètres (km) au nord de Przedbórz (siège de la gmina), 31 kilomètres à l'est de Radomsko (siège du powiat) et 82 kilomètres au sud de Łódź (capitale de la voïvodie).
Sa population s'élevait à 277 habitants en 2008.

## Administration
De 1975 à 1998, le village était attaché administrativement à l'ancienne voïvodie de Piotrków.

Depuis 1999, il fait partie de la nouvelle voïvodie de Łódź.